# Sollevamento pesi ai Giochi della XXI Olimpiade - Pesi supermassimi
La competizione della categoria pesi supermassimi (oltre i 110 kg) di sollevamento pesi ai Giochi della XXI Olimpiade si è svolta il giorno 27 luglio 1976 all'Aréna Saint-Michel di Montréal.

## Regolamento
La classifica era ottenuta con la somma delle migliori alzate delle seguenti 2 prove:
- Strappo
- Slancio

Su ogni prova ogni concorrente aveva diritto a tre alzate. In caso di parità vinceva il sollevatore che pesava meno.

## Risultati
| Pos.    | Atleta            | Nazione          | Peso Atleta | Strappo | Strappo | Strappo | Strappo | Slancio | Slancio | Slancio | Slancio | Totale      |
| Pos.    | Atleta            | Nazione          | Peso Atleta | 1       | 2       | 3       | Tot     | 1       | 2       | 3       | Tot     | Tot         |
| ------- | ----------------- | ---------------- | ----------- | ------- | ------- | ------- | ------- | ------- | ------- | ------- | ------- | ----------- |
| Oro     | Vasilij Alekseev  | Unione Sovietica | 156,80      | 175,0   | 180,0   | 185,0   | 185,0   | 233,0   | 255,0   | -       | 255,0   | 440,0       |
| Argento | Gerd Bonk         | Germania Est     | 151,30      | 165,0   | 170,0   | 172,5   | 170,0   | 222,5   | 227,5   | 235,0   | 235,0   | 405,0       |
| Bronzo  | Helmut Losch      | Germania Est     | 110,65      | 160,0   | 160,0   | 165,0   | 165,0   | 212,5   | 222,5   | 222,5   | 222,5   | 387,5       |
| 4       | Ján Nagy          | Cecoslovacchia   | 137,00      | 160,0   | 167,5   | 167,5   | 160,0   | 222,5   | 227,5   | 230,0   | 227,5   | 387,5       |
| 5       | Bruce Wilhelm     | Stati Uniti      | 147,30      | 167,5   | 172,5   | 172,5   | 172,5   | 215,0   | 220,0   | -       | 215,0   | 387,5       |
| 6       | Gerardo Fernández | Cuba             | 122,15      | 160,0   | 165,0   | 167,5   | 165,0   | 200,0   | 210,0   | 210,0   | 200,0   | 365,0       |
| 7       | Bob Edmond        | Australia        | 127,20      | 150,0   | 157,5   | 162,5   | 157,5   | 190,0   | 200,0   | 200,0   | 190,0   | 347,5       |
| 8       | Jan-Olof Nolsjö   | Svezia           | 117,70      | 152,5   | 152,5   | 157,5   | 152,5   | 185,0   | 192,5   | 192,5   | 185,0   | 347,5       |
| 9       | Sam Walker        | Stati Uniti      | 115,15      | 142,5   | -       | -       | 142,5   | 182,5   | -       | -       | 182,5   | 325,0       |
| –       | Jouko Leppä       | Finlandia        | 152,15      | 160,0   | 160,0   | 160,0   | -       | -       | -       | -       | -       | DNF         |
| –       | Petr Pavlásek     | Cecoslovacchia   | 159,20      | 167,5   | 172,5   | 177,5   | 172,5   | 215,0   | 220,0   | 220,0   | 215,0   | DSQ [387,5] |